# WrestleMania 35
Cet article concerne l'édition 2019 de l'événement WrestleMania. Pour toutes les autres éditions, voir WrestleMania.
La 35e édition de WrestleMania (chronologiquement connu comme WrestleMania XXXV) est un Premium Live Event de catch (lutte professionnelle) produit par la World Wrestling Entertainment (WWE), une fédération de catch américaine qui est télédiffusée et visible en paiement à la séance sur le WWE Network, ainsi que sur la chaîne de télévision française AB1 et belge ABXplore. L'événement a eu lieu le 7 avril 2019 au MetLife Stadium à East Rutherford (New Jersey). Il s'agit de la trente-cinquième édition de WrestleMania, qui fait partie avec le Royal Rumble, SummerSlam et les Survivor Series du « Big Four » à savoir « les Quatre Grands », les quatre plus grands, anciens et prestigieux événements que produit la compagnie chaque année. C'est la seconde fois que WrestleMania, après WrestleMania 29 en 2013, prend place au MetLife Stadium qui a déjà accueilli le Super Bowl et d'autres grands événements. 
Pour la première fois en 19 ans, l'Undertaker ne participe pas à un WrestleMania. C'est également la dernière participation de Triple H.

## Hall of Fame

Logo du WWE Hall of Fame.

| Nom de ring (nom de naissance)                                                   | Introduit par | Notes                                                                                                  | Réf. |
| -------------------------------------------------------------------------------- | ------------- | --- | ---- |
| D-Generation X (Shawn Michaels, Triple H, Chyna, Road Dogg, Billy Gunn et X-Pac) |               | - Shawn Michaels est introduit pour la seconde fois après son entrée individuelle en 2011.             |      |
| The Honky Tonk Man (Wayne Farris)                                                | Jimmy Hart    | Il détient le plus long règne du WWF Intercontinental Championship avec 454 jours.                     |      |
| Torrie Wilson                                                                    | Stacy Keibler | Figure importante de The Invasion de la WWE par la WCW et pionnière de la division féminine de la WWE. |      |
| Harlem Heat (Booker T et Stevie Ray) (Robert Huffman et Lash Huffman)            |               | - Booker T est introduit pour la seconde fois après son entrée individuelle en 2013.                   |      |
| Hart Foundation (Bret Hart et Jim Neidhart)                                      | Natalya       | - Bret Hart est introduit pour la seconde fois après son entrée individuelle en 2006.                  |      |
| Brutus "The Barber" Beefcake (Edward Leslie)                                     | Hulk Hogan    | Champion du monde par équipes de la WWF.                                                               |      |

## Contexte
Les spectacles de la World Wrestling Entertainment (WWE) sont constitués de matchs aux résultats prédéterminés par les scénaristes de la WWE. Ces rencontres sont justifiées par des storylines – une rivalité avec un catcheur, la plupart du temps – ou par des qualifications survenues dans les shows de la WWE telles que Raw, SmackDown et NXT. Tous les catcheurs possèdent une gimmick, c'est-à-dire qu'ils incarnent un personnage gentil (Face) ou méchant (Heel), qui évolue au fil des rencontres. Un événement comme WrestleMania est donc un événement tournant pour les différentes storylines en cours,.

## Tableau des matchs
| Ordre par numéros | Résultat | Stipulation(s)                                                                                                   | Temps |
| --- | --- | --- | ----- |
| 1P | Tony Nese bat Buddy Murphy (c) | Match simple pour le WWE Cruiserweight Championship                                                              | 10:40 |
| 2P | Carmella remporte la WrestleMania Women's Battle Royal en éliminant en dernière Sarah Logan                                                                         | Women's Battle Royal                                                                                             | 10:30 |
| 3P | Curt Hawkins et Zack Ryder battent The Revival (Scott Dawson et Dash Wilder) (c)                                                                                    | Tag Team match pour les WWE Raw Tag Team Championship                                                            | 13:20 |
| 4P | Braun Strowman remporte la André the Giant Memorial Battle Royal | Battle Royal | 10:20 |
| 5 | Seth Rollins bat Brock Lesnar (c) (avec Paul Heyman) | Match simple pour le WWE Universal Championship                                                                  | 2:28  |
| 6 | AJ Styles bat Randy Orton | Match simple | 16:20 |
| 7 | The Usos (Jimmy et Jey) (c) battent Ricochet et Aleister Black, The Bar (Cesaro et Sheamus), Shinsuke Nakamura et Rusev                                             | Fatal 4-Way Tag Team match pour les WWE SmackDown Tag Team Championship                                          | 10:04 |
| 8 | Shane McMahon bat The Miz | Falls Count Anywhere match                                                                                       | 15:26 |
| 9 | The IIconics (Billie Kay et Peyton Royce) battent Boss'n'Hug Connection (Bayley et Sasha Banks) (c), The Divas of Doom (Beth Phoenix et Natalya), Nia Jax et Tamina | Fatal 4-Way Tag Team match pour les WWE Women's Tag Team Championship                                            | 10:47 |
| 10 | Kofi Kingston (avec Big E et Xavier Woods) bat The New Daniel Bryan (c) (avec Rowan)                                                                                | Match simple pour le WWE Championship                                                                            | 23:43 |
| 11 | Samoa Joe (c) bat Rey Mysterio | Match simple pour le WWE United States Championship                                                              | 1:00  |
| 12 | Roman Reigns bat Drew McIntyre | Match simple | 10:10 |
| 13 | Triple H bat Batista | No Holds Barred match (Si Triple H perd, il doit mettre fin à sa carrière de catcheur.)                          | 24:45 |
| 14 | Baron Corbin bat Kurt Angle | Match simple (dernier match de la carrière de Kurt Angle)                                                        | 6:05  |
| 15 | The Demon Finn Bálor bat Bobby Lashley (c) (avec Lio Rush) | Match simple pour le WWE Intercontinental Championship                                                           | 4:02  |
| 16 | Becky Lynch bat Ronda Rousey (c) et Charlotte Flair (c) | Winner Takes All Triple Threat match pour les WWE Raw Women's Championship et WWE SmackDown Women's Championship | 21:27 |
| La lettre C placée entre parenthèses désigne la personne ou l’équipe championne en titre. P – indique que le match a eu lieu lors du pré-show | | |       |

### Tournoi challenger n°1 pour le WWE Cruiserweight Championship
|  | Quarts de finale     | Quarts de finale     |                      |       | Demi-finales      | Demi-finales      |  |  | Finale            | Finale            |
|  | Quarts de finale     | Quarts de finale     |                      |       | Demi-finales      | Demi-finales      |  |  | Finale            | Finale            |
|  |                      |                      |                      |       |                   |                   |  |  |                   |                   |
|  | 205 Live, 26 février | 205 Live, 26 février |                      |       | 205 Live, 12 mars | 205 Live, 12 mars |  |  | 205 Live, 19 mars | 205 Live, 19 mars |
|  | 205 Live, 26 février | 205 Live, 26 février |                      |       | 205 Live, 12 mars | 205 Live, 12 mars |  |  | 205 Live, 19 mars | 205 Live, 19 mars |
|  | Tony Nese            | Tombé                |                      |       | 205 Live, 12 mars | 205 Live, 12 mars |  |  | 205 Live, 19 mars | 205 Live, 19 mars |
|  | Tony Nese            | Tombé                |                      |       | 205 Live, 12 mars | 205 Live, 12 mars |  |  | 205 Live, 19 mars | 205 Live, 19 mars |
|  | Kalisto              |                      |                      |       | 205 Live, 12 mars | 205 Live, 12 mars |  |  | 205 Live, 19 mars | 205 Live, 19 mars |
|  | Tony Nese            | Tombé                |                      |       |                   |                   |  |  | 205 Live, 19 mars | 205 Live, 19 mars |
|  | Tony Nese            | Tombé                | 205 Live, 26 février |       |                   |                   |  |  | 205 Live, 19 mars | 205 Live, 19 mars |
|  |                      | Drew Gulak           |                      |       |                   |                   |  |  | 205 Live, 19 mars | 205 Live, 19 mars |
|  | Brian Kendrick       |                      |                      |       |                   |                   |  |  | 205 Live, 19 mars | 205 Live, 19 mars |
|  |                      |                      |                      |       |                   |                   |  |  | 205 Live, 19 mars | 205 Live, 19 mars |
|  | Drew Gulak           | Soumission           |                      |       |                   |                   |  |  | 205 Live, 19 mars | 205 Live, 19 mars |
|  | Drew Gulak           | Soumission           | Tony Nese            | Tombé |                   |                   |  |  |                   |                   |
|  | 205 Live, 5 mars     |                      | Tony Nese            | Tombé |                   |                   |  |  |                   |                   |
|  |                      | Cedric Alexander     |                      |       |                   |                   |  |  |                   |                   |
|  | Humberto Carrillo    |                      |                      |       |                   |                   |  |  |                   |                   |
|  | 205 Live, 12 mars    |                      |                      |       |                   |                   |  |  |                   |                   |
|  | Oney Lorcan          | Tombé                |                      |       |                   |                   |  |  |                   |                   |
|  | Oney Lorcan          | Tombé                | Oney Lorcan          |       |                   |                   |  |  |                   |                   |
|  | 205 Live, 5 mars     |                      |                      |       |                   |                   |  |  |                   |                   |
|  |                      | Cedric Alexander     | Tombé                |       |                   |                   |  |  |                   |                   |
|  | Cedric Alexander     | Cedric Alexander     | Tombé                | Tombé |                   |                   |  |  |                   |                   |
|  | Cedric Alexander     |                      |                      | Tombé |                   |                   |  |  |                   |                   |
|  | Akira Tozawa         |                      |                      |       |                   |                   |  |  |                   |                   |
|  |                      |                      |                      |       |                   |                   |  |  |                   |                   |

### Participants du André The Giant Memorial Battle Royal
un participant de Raw,  un participant de SmackDown,  Agent libre,  le vainqueur.
| Entrant          | Division    |
| ---------------- | ----------- |
| Braun Strowman   | Raw         |
| Apollo Crews     | Raw         |
| Titus O'Neil     | Raw         |
| Tyler Breeze     | Raw         |
| Jinder Mahal     | Raw         |
| No Way Jose      | Raw         |
| Bobby Roode      | Raw         |
| Chad Gable       | Raw         |
| Kalisto          | Raw         |
| Gran Metalik     | Raw         |
| Lince Dorado     | Raw         |
| Bo Dallas        | Raw         |
| Curtis Axel      | Raw         |
| Heath Slater     | Raw         |
| Rhyno            | Raw         |
| Viktor           | Raw         |
| Konnor           | Raw         |
| Andrade          | SmackDown   |
| Ali              | SmackDown   |
| Shelton Benjamin | SmackDown   |
| Luke Gallows     | SmackDown   |
| Karl Anderson    | SmackDown   |
| Harper           | SmackDown   |
| Matt Hardy       | SmackDown   |
| Jeff Hardy       | SmackDown   |
| Otis             | Agent libre |
| Tucker           | Agent libre |
| EC3              | Agent libre |
| Michael Che      | Agent libre |
| Colin Jost       | Agent libre |

### Participants du WrestleMania Women's Battle Royal
une participante de Raw,  une participante de SmackDown,  Agent libre,  vainqueur.
| Entrant        | Division  |
| -------------- | --------- |
| Dana Brooke    | Raw       |
| Mickie James   | Raw       |
| Ruby Riott     | Raw       |
| Liv Morgan     | Raw       |
| Sarah Logan    | Raw       |
| Asuka          | Smackdown |
| Maria Kanellis | Raw       |
| Carmella       | Smackdown |
| Naomi          | Smackdown |
| Lana           | Smackdown |
| Mandy Rose     | Smackdown |
| Sonya Deville  | Smackdown |
| Zelina Vega    | Smackdown |
| Nikki Cross    | Raw       |